# ريان سيكلونا
ريان سيكلونا (بالإنجليزية: Ryan Scicluna) (30 يوليو 1993 ببيركيركارا في مالطا - ) هو مدرب كرة قدم ولاعب كرة قدم مالطي في مركز الظهير. شارك مع منتخب مالطا تحت 21 سنة لكرة القدم ومنتخب مالطا لكرة القدم. أما مع النوادي، فقد لعب مع نادي بيركيركارا.

## مسيرته الكروية
لعب ريان سيكلونا خلال مسيرته الاحترافية مع ناديين في أحد عشر موسمًا وسجل خلالها 13 هدفًا ضمن 181 مباراة. حيث فاز في موسم واحد بالكأس وفي موسمين بالدوري.
خاض ريان سيكلونا مسيرته مع نادي بيركيركارا في موسم 2009–10 ليلعب معه عشرة مواسم، مشاركًا في 172 مباراة سجل خلالها 13 هدفًا. ثم انتقل إلى نادي بالزان في موسم 2019–20 لمدة موسم واحد، حيث شارك في 9 مباريات ولم يسجل أي هدف.

## وصلات خارجية
- ريان سيكلونا على موقع الاتحاد الأوربي (الإنجليزية)
- ريان سيكلونا على موقع قاعدة بيانات كرة القدم.إي يو (الإنجليزية)
- ريان سيكلونا على موقع ناشيونال فوتبول تيمز (الإنجليزية)
- ريان سيكلونا على موقع Soccerway.com (الإنجليزية)